# 산꾼도시여자들
《산꾼도시여자들》은 2022년 2월 11일부터 2022년 3월 4일까지 방영 중인 tvn 예능 프로그램이다.

## 출연자
- 이선빈
- 정은지
- 한선화